# Crocanthemum canadense
Crocanthemum canadense är en solvändeväxtart som först beskrevs av Carl von Linné, och fick sitt nu gällande namn av Britt.. Crocanthemum canadense ingår i släktet Crocanthemum och familjen solvändeväxter. Inga underarter finns listade i Catalogue of Life.

## Bildgalleri

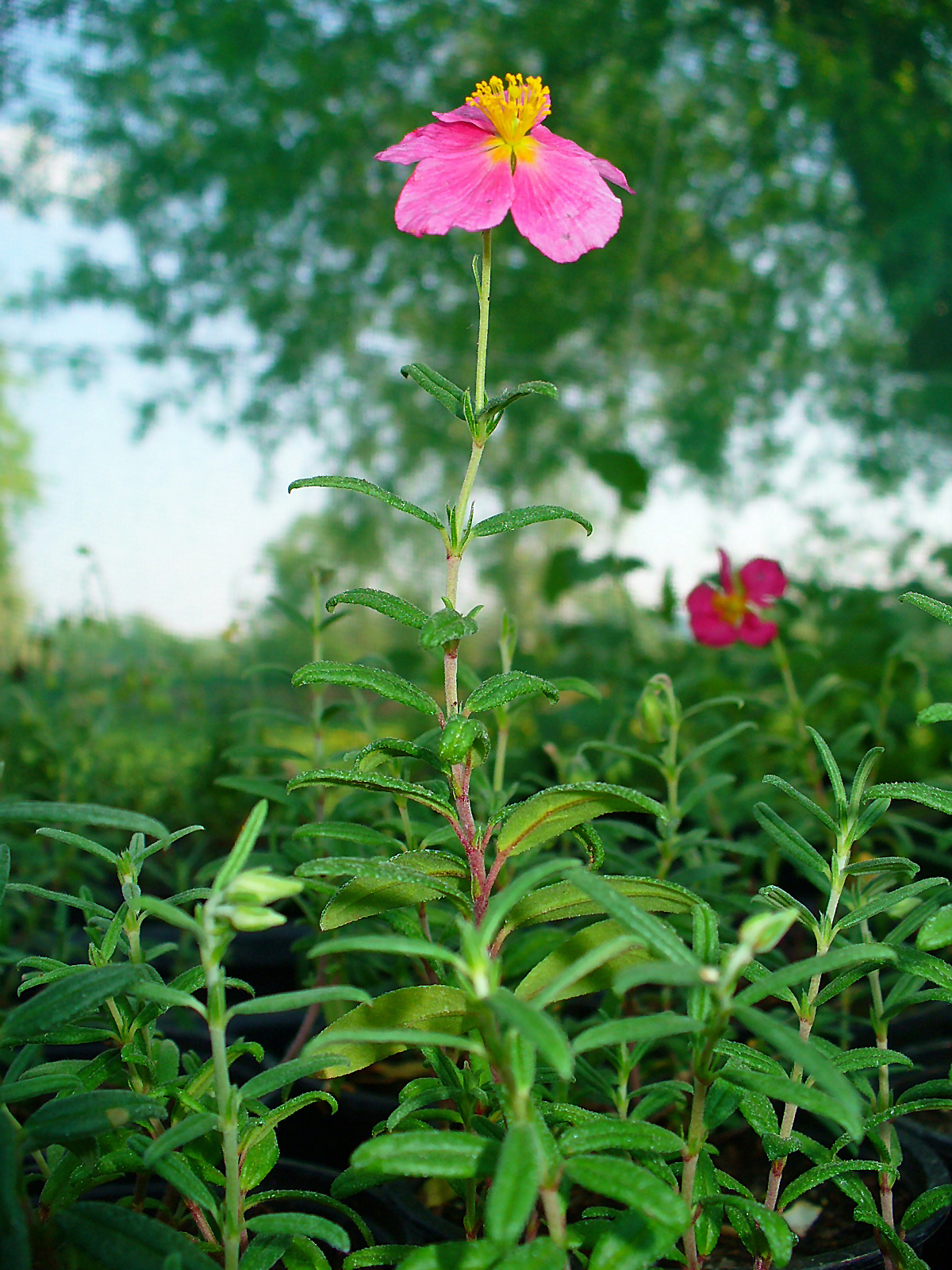